# Belgisch-Franse betrekkingen

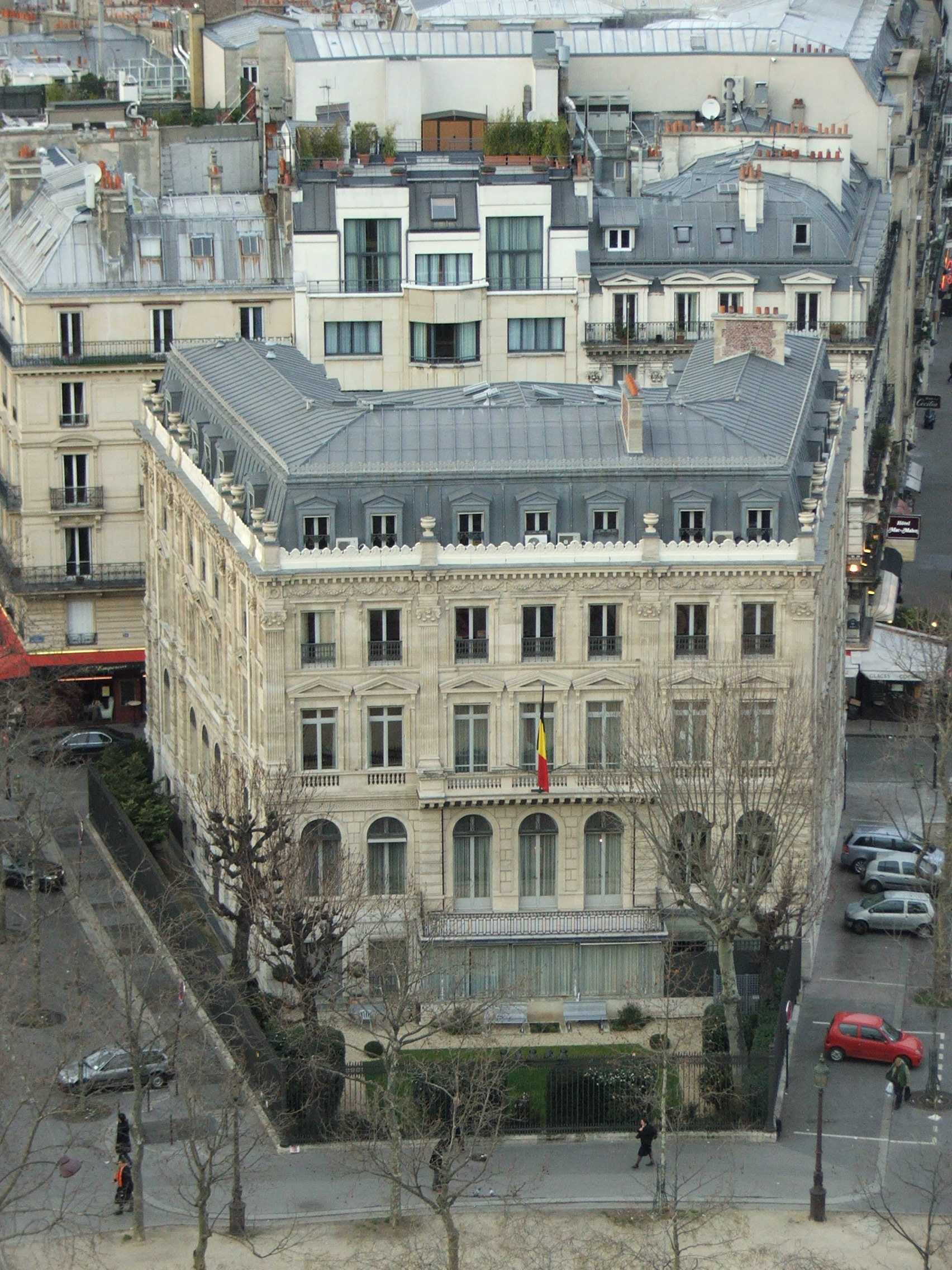
Ambassade van België in Parijs

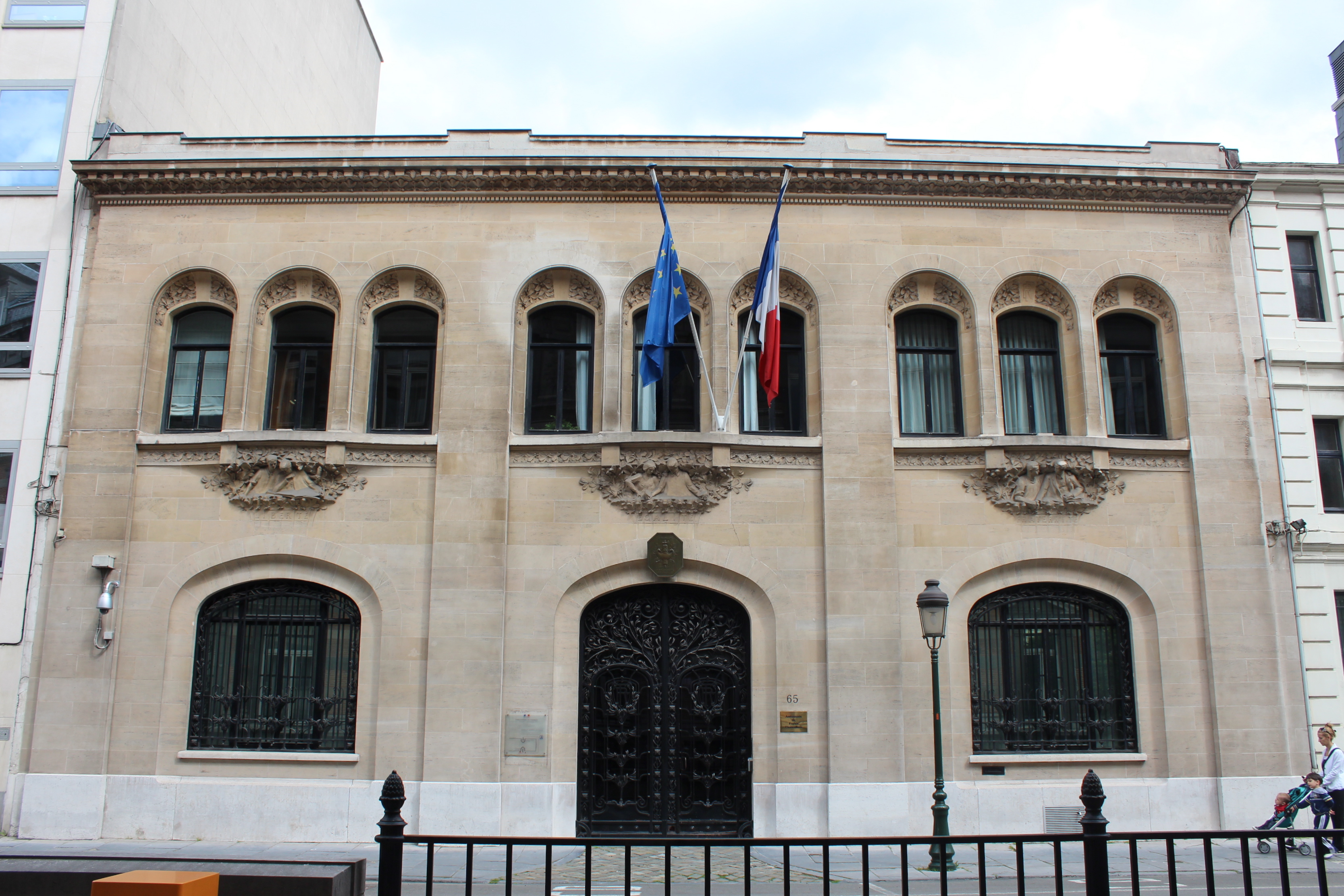
Ambassade van Frankrijk in Brussel

De betrekkingen tussen België en Frankrijk vormen de internationale relaties tussen twee buurlanden die van oudsher zeer nauw met elkaar verbonden zijn.
België heeft een ambassade in Parijs, een consulaat in Marseille en ereconsulaten in Ajaccio, Bordeaux, Charleville-Mézières, Dijon, Guadeloupe, Lorient, Lyon, Martinique, Metz, Montpellier, Nantes, Perpignan, Réunion, Rijsel, Toulouse en Tours. Frankrijk heeft op zijn beurt een ambassade in Brussel en consulaten in Charleroi, Doornik, Gent, Kortrijk, Moeskroen en Namen.

## Landenvergelijking
|                 | België                                                   | Frankrijk                                                                              |
| --------------- | -------------------------------------------------------- | -------------------------------------------------------------------------------------- |
| Bevolking       | 11.720.716 (2020)                                        | 62.814.233 (2020)                                                                      |
| Oppervlakte     | 30.528 km²                                               | 551.500 km²                                                                            |
| Dichtheid       | 383,9/km² (2020)                                         | 113,9/km² (2020)                                                                       |
| Hoofdstad       | Brussel                                                  | Parijs                                                                                 |
| Regeringsvorm   | Federale monarchie                                       | Republiek                                                                              |
| Officiële talen | Nederlands, Frans en Duits                               | Frans                                                                                  |
| Religie         | 57,0 % katholiek, 6,0 % moslim, 37,0 % niet godsdienstig | 62,0 % katholiek, 6,0 % moslim, 2,0 % protestant, 1,0 % jood, 26,0 % niet godsdienstig |
| BBP             | € 337,745 miljard (€ 32.431 per persoon) (2008)          | € 2,218 biljard (€ 35.156 per persoon) (2011)                                          |

## Geschiedenis
België was lange tijd onderdeel van Frankrijk. Meteen na de Belgische onafhankelijkheid in 1830 werden bilaterale betrekkingen opgestart, die tot op de dag van vandaag standhouden. Beide landen zijn grote bondgenoten en zijn beide lid van de Europese Unie en de Noord-Atlantische Verdragsorganisatie. België en Frankrijk vochten samen in verscheidene oorlogen, waaronder de Eerste en de Tweede Wereldoorlog. Door de lange Franse overheersing hebben beide landen grote gemeenschappelijke culturele aspecten. 38% van de Belgische bevolking is ook Franstalig.